# Nobutake Kondō
 Nobutake Kondō  (近藤 信竹 – Kondō Nobutake) (25 de setembre de 1886 – 19 de febrer de 1953) va ser un almirall de la Marina Imperial Japonesa durant la Segona Guerra Mundial. Com a comandant de la 2a Flota, principal destacament de la Marina per operacions independents, Kondō era vist com el segon home en importància de la Marina, només per darrere de l'almirall Yamamoto.

## Biografia
Kondō era nadiu d'Osaka. Es graduà com a número 1 de la seva promoció (formada per 172 cadets) de la 35a promoció de l'Acadèmia de la Marina Imperial Japonesa. Com a Guardiamarina serví al creuer Itsukushima i al cuirassat Mikasa. Després de rebre el despatx com a sotstinent, va ser destinat al creuer Aso, al destructor Kisaragi i al Kongō. Entre 1912 i 1913 serví com a agregat naval al Regne Unit. Quan tornà al Japó, serví breument al cuirassat Fusō, i en diversos càrrecs d'estat major durant la I Guerra Mundial. Entre 1916-17 va ser Oficial d'Artilleria al creuer Akitsushima.
Després de la guerra, Kondō assistí a l'Acadèmia Militar Naval, sent promogut a tinent comandant l'1 de desembre de 1919. Entre 1920-23 va ser destinat a Alemanya, com a part de la delegació japonesa per confirmar l'adhesió alemanya a les provisions del Tractat de Versalles. Al seu retorn al Japó, va ser destinat durant 6 mesos al cuirassat Mutsu, i promogut a comandant l'1 de desembre de 1923. Entre 1924-25 va ser aide-de-camp del Príncep Hereu Hirohito. En completar la seva missió, esdevingué instructor a l'Acadèmia Naval de la Marina Imperial, sent promogut a capità, servint en diversos càrrecs de l'estat major. Entre 1929-30 va capitanejar el creuer Kako i el cuirassat Kongō entre 1932-33.
Kondō va ser promogut a Contraalmirall el 15 de novembre de 1933, sent cap d'Estat Major de la Flota Combinada el 1935, i Vicealmirall el 15 de novembre de 1937.

### Segona Guerra Mundial
Després de l'esclat de la Segona Guerra Sinojaponesa, Kondō comandà la 5a Flota a les operacions de l'illa Hainan i Swatow, al sud de la Xina.
En el moment de l'atac a Pearl Harbor, Kondō comandava la 2a Flota, participant en les invasions de Malaia i de les Índies Orientals Holandeses. Durant la batalla de Midway, comandà la Força d'Ocupació de Midway i el Grup de Cobertura. Posteriorment, les seves forces van tenir un paper destacat en l'atac de l'oceà Índic, la batalla de Guadalcanal (participant en les batalles de les Salomó Orientals (23-25 d'agost de 1942) i de les illes Santa Cruz (26-27 d'octubre). Kondō també comandà les forces japoneses a la batalla de l'illa Savo (12-13 de novembre de 1942).
Després de la primera batalla naval de Guadalcanal (15 de novembre de 1942), Kondō comandà personalment el cuirassat Kirishima, juntament amb els creuers Atago, Nagara, Sendai i Takaoi en el que havia de ser l'atac decisiu per eliminar l'amenaça de Henderson Field a través d'un bombardeig nocturn de gran escala. Però Kondō va ser derrotat pels americans, perdent el Kirishima. Aquesta derrota marcà un punt d'inflexió en la campanya de Guadalcanal. Kondō va ser culpat dels errors de Guadalcanal, sent poc després retirat dels comandaments al mar i de qualsevol posició d'autoritat real.
La destitució de Kondō per Yamamoto no va ser menys dura que la del seu predecessor, Hiroaki Abe, degut a la cultura i les polítiques de la Marina Imperial. Kondō, que havia estat segon al comandament de la Flota Combinada, era un membre de l'alt estat major i era oficial de cuirassats de la Marina Imperial, mentre que Abe era un especialista en destructors. L'Almirall Kondō no va ser reassignat, sinó que va ser deixat al comandament d'una gran flota amb seu a Truk.
Kondō va ser nomenat Adjunt al Comandant de la Flota Combinada a l'octubre de 1942, sent promogut a almirall el 29 d'abril de 1943. Va exercir com a comandant en cap de la Flota de l'Àrea de la Xina, Entre desembre de 1943 i maig de 1945, sent nomenat pel Consell Suprem de la Guerra.

## Condecoracions
- Gran Cordó de l'Orde del Sol Naixent
- Orde del Milà d'Or de 1a Classe
- Orde del Tresor Sagrat amb Raigs d'Or
- Gran Creu de Comandant de l'Orde del Núbol Auspiciós
- Orde de l'Àliga Alemanya
- Medalla de la Guerra 1914-1920
- Medalla de la Victoria de 1919
- Medalla de l'Incident Xinès de 1931-1934
- Medalla de la Guerra del Gran Est Asiàtic
- Medalla Commemorativa de l'Entronització Taisho
- Medalla Commemorativa de l'Entronització Showa
- Medalla commemorativa de la Visita de l'emperador (Manxukuo)
- Medalla de la Fundació de l'Imperi de Manxukuo 1928